# Distrito de Thionville-Este
El distrito de Thionville-Este era una división administrativa francesa, que estaba situado en el departamento de Mosela, de la región de Lorena. Contaba con 6 cantones y 75 comunas.

## Supresión del distrito de Thionville-Este
El gobierno francés decidió en su decreto ministerial n.º 2014-1721, de 29 de diciembre de 2014, suprimir los distritos de Boulay-Moselle, Château-Salins, Metz-Campiña y Thionville-Oeste, y sumarlos a los distritos de Forbach, Sarrebourg, Metz-Villa y Thionville-Este respectivamente, a fecha efectiva de 1 de enero de 2015, excepto el caso de los distritos de Château-Salins y Sarrebourg que lo fueron a fecha efectiva de 1 de enero de 2016.
Con la unión del distrito de Thionville-Este y el distrito de Thionville-Oeste, se formó el nuevo distrito de Thionville.

## División territorial

### Cantones
Los cantones del distrito de Thionville-Este eran:
1. Cattenom
2. Metzervisse
3. Sierck-les-Bains
4. Thionville-Este
5. Thionville-Oeste
6. Yutz

### Comunas
| 1. Aboncourt (57001)             | 2. Apach (57026)        | 3. Basse-Ham (57287)                  | 4. Basse-Rentgen (57574)           |
| 5. Berg-sur-Moselle (57062)      | 6. Bertrange (57067)    | 7. Bettelainville (57072)             | 8. Beyren-lès-Sierck (57076)       |
| 9. Bousse (57102)                | 10. Boust (57104)       | 11. Breistroff-la-Grande (57109)      | 12. Buding (57117)                 |
| 13. Budling (57118)              | 14. Cattenom (57124)    | 15. Contz-les-Bains (57152)           | 16. Distroff (57179)               |
| 17. Elzange (57191)              | 18. Entrange (57194)    | 19. Escherange (57199)                | 20. Fixem (57214)                  |
| 21. Flastroff (57215)            | 22. Gavisse (57245)     | 23. Grindorff-Bizing (57259)          | 24. Guénange (57269)               |
| 25. Hagen (57282)                | 26. Halstroff (57286)   | 27. Haute-Kontz (57371)               | 28. Hettange-Grande (57323)        |
| 29. Hombourg-Budange (57331)     | 30. Hunting (57341)     | 31. Illange (57343)                   | 32. Inglange (57345)               |
| 33. Kanfen (57356)               | 34. Kemplich (57359)    | 35. Kerling-lès-Sierck (57361)        | 36. Kirsch-lès-Sierck (57364)      |
| 37. Kirschnaumen (57365)         | 38. Klang (57367)       | 39. Koenigsmacker (57370)             | 40. Kuntzig (57372)                |
| 41. Kédange-sur-Canner (57358)   | 42. Laumesfeld (57387)  | 43. Launstroff (57388)                | 44. Luttange (57426)               |
| 45. Malling (57437)              | 46. Manderen (57439)    | 47. Manom (57441)                     | 48. Merschweiller (57459)          |
| 49. Metzeresche (57464)          | 50. Metzervisse (57465) | 51. Mondorff (57475)                  | 52. Monneren (57476)               |
| 53. Montenach (57479)            | 54. Oudrenne (57531)    | 55. Puttelange-lès-Thionville (57557) | 56. Rettel (57576)                 |
| 57. Ritzing (57585)              | 58. Rodemack (57588)    | 59. Roussy-le-Village (57600)         | 60. Rurange-lès-Thionville (57602) |
| 61. Rustroff (57604)             | 62. Rémeling (57569)    | 63. Sierck-les-Bains (57650)          | 64. Stuckange (57767)              |
| 65. Terville (57666)             | 66. Thionville (57672)  | 67. Valmestroff (57689)               | 68. Veckring (57704)               |
| 69. Volmerange-les-Mines (57731) | 70. Volstroff (57733)   | 71. Waldweistroff (57739)             | 72. Waldwisse (57740)              |
| 73. Yutz (57757)                 | 74. Zoufftgen (57764)   | 75. Évrange (57203)                   |                                    |